# 三宅貴大
三宅 貴大（みやけ たかひろ、1989年12月4日 - ）は、日本の男性声優。京都府出身。

## 略歴
2010年、アミューズメントメディア総合学院声優学科卒業。2011年5月1日、81プロデュースジュニア所属。

## 人物
方言は関西弁。
アニメ・映画の吹き替え、舞台などでも活躍している。
特技は野球。

## 出演
太字はメインキャラクター。

### テレビアニメ
2009年
- キャラディのジョークな毎日

2011年
- 神様ドォルズ（村人）
- クロスファイト ビーダマン（ビーダーB）
- SKET DANCE（2011年 - 2012年、プロデューサー、生活指導の先生、AD、真司役、ヤンキー 他）
- BLOOD-C（男）
- プリティーリズム・オーロラドリーム（客、PA）
- メタルファイト ベイブレード シリーズ（2011年 - 2012年、ブレーダー、ブレーダーA、村人F、ブレーダーC、ブレーダーE、ブレーダーB） - 2シリーズ

2012年
- ギルティクラウン（男子生徒、等々力聡）
- PSYCHO-PASS サイコパス（少年潜在犯）
- ちはやふる（男子生徒、男）
- ハヤテのごとく! シリーズ（2012年 - 2013年、映画係B、野球部員） - 2シリーズ
- ひだまりスケッチ×ハニカム（アツシ）
- めだかボックス（ボクシング部部員）

2013年
- ガリレイドンナ（カルロ）
- クレヨンしんちゃん（2013年 - 2015年、宅配員、主審、男B）
- 殺し屋さん（デカ長さんの部下 他）
- ステラ女学院高等科C3部（アナウンサー）
- THE UNLIMITED 兵部京介（作業員）
- ダイヤのA（2013年 - 2016年、槙原真澄、山口健、長田翔平、平畠遼） - 2シリーズ
- たまごっち! みらくるフレンズ（店員）
- 断裁分離のクライムエッジ（男子生徒）
- 団地ともお（父親）
- 東京レイヴンズ（呪捜官たち、男子A、酔っ払いB、生徒）
- 這いよれ! ニャル子さんW（男）
- はたらく魔王さま！（九流）
- プリティーリズム・レインボーライブ（2013年 - 2014年、手下1、司会、男子2、ベース）
- ポケットモンスター ベストウイッシュ シーズン2（2013年 - 2014年、部隊長C、プラズマ団員、観客、船員、ゲンガー 他） - 2シリーズ
- ポケットモンスター ミュウツー 〜覚醒への序章〜（バージルのシャワーズ）
- 名探偵コナン（2013年 - 2019年、刑事、男、水沢翔）

2014年
- キルラキル（金満高校生徒）
- 月刊少女野崎くん（演劇部員）
- それでも世界は美しい（臣下）
- ディスク・ウォーズ:アベンジャーズ（ワールウィンド、レッカー）
- ドラえもん（テレビ朝日版第2期）（大臣B）
- 猫ピッチャー
- ベイビーステップ（一ノ瀬、コーチ、観客 他、佐藤）
- 弱虫ペダル シリーズ（2014年 - 2018年、選手、木利屋、観客） - 3シリーズ

2015年
- アブソリュート・デュオ（Kの兄）
- 俺物語!!（上司）
- 怪盗ジョーカー（客）
- 境界のRINNE（店主）
- ゴー!ゴー!キッチン戦隊クックルン（怪人）
- ポケットモンスター XY（審判、オペレーター） - 1シリーズ + 特別編1作品

2016年
- 亜人（太田、刑事、手下、アナウンサーの声、木村 他）
- 境界のRINNE（荒河原シズカ）
- やさ村やさしのやさしい世界（やさ村やさし）

2017年
- 超・少年探偵団NEO（各話怪人）
- Spiritpact（端木寺明）
- 笑ゥせぇるすまんNEW（イケメン、同僚、社員、息子、サラリーマン 他）
- リトルウィッチアカデミア（アナウンサー）

2018年
- バジリスク 〜桜花忍法帖〜（通行人）

2020年
- 宝石商リチャード氏の謎鑑定（佐々木義綱）

2023年
- 百姓貴族（司会、某農業生、農家C、獣医、作物の先生 他）

2024年
- ゆるキャン△ SEASON3（車掌）
- 甘神さんちの縁結び（少女の父親）

2025年
- メダリスト（蛇崩遊大）

### 劇場アニメ
- 劇場版メタルファイト ベイブレードVS太陽 灼熱の侵略者ソルブレイズ（2010年、ガヤ）
- 劇場版 BLOOD-C The Last Dark（2012年、乗客）
- えいが うちの3姉妹（2019年、お父さん）
- 囀る鳥は羽ばたかない The clouds gather（2020年、杉本隼人[8]）

### OVA
- ショコラの魔法（2011年、男子生徒C）
- 姫ギャル♥パラダイス（2011年、ガヤ）
- ひぐらしのなく頃に拡〜アウトブレイク〜（2013年、キャスター）
- 史上最強の弟子ケンイチ（2014年、ヤクザ）※単行本第55巻OVA付き特装版
- ダイヤのA 倉持洋一スペシャル番外編-OutRun（2015年、ショーキチ）※原作第45巻限定版

### Webアニメ
- かなかなかぞく（2014年、パパ[9]）
- 名探偵コナン 逃亡者・毛利小五郎（2014年、男）

### ゲーム
- 喧嘩番長4 一年戦争（2010年、速水勇太）
- ザックとオンブラ まぼろしの遊園地（2010年）
- エクストルーパーズ（2012年、アカデミーズ 他）
- ザクセスヘブン（2015年、ネビュロス、不破光[10]、マルヤー[11]）
- カクテル王子（2017年、ブルームーン）
- ディズニーランド・アドベンチャーズ（2017年、ショップキーパー）
- ときめきメモリアル Girl's Side 4th Heart（2021年、白羽空也）
- ファイナルファンタジーVII リバース
- サガ エメラルド ビヨンド（2024年、御堂綱紀[12]）

### ドラマCD
- ハルモニアの気がかり（ストーカー）
- よるとあさの歌 Ec（観客）

### デジタルコミック
- BeeTV コスプレ☆アニマル（2010年、小田切孝次 他）
- VOMIC 斉木楠雄のΨ難（2013年、高橋）

### ラジオドラマ
- NHK-FM 青春アドベンチャー 僕たちの宇宙船（2013年）
- ニッポン放送開局60周年記念 オーディオドラマ『海賊とよばれた男』（2014年、玉置敬三[13]）
- らじどらッ!〜夜のドラマハウス〜 「タクシー」（2015年）
- NHK-FM 青春アドベンチャー 双子島の秘密（2015年）
- NHK-FM 青春アドベンチャー クラバート（2016年）

### オーディオブック
- 海賊とよばれた男 上巻・下巻（2014年、玉置敬三[13]）
- 天地明察（2015年、土御門泰福）
- あやかしがたり（2019年、朗読）
- ちょっと今から仕事やめてくる（2019年、朗読）
- ちょっと今から人生かえてくる（2019年、朗読）
- 世界一やさしい「やりたいこと」の見つけ方 人生のモヤモヤから解放される自己理解メソッド（2020年、朗読）
- 九十九の空傘（2021年、シグ）
- とある飛空士への夜想曲 上巻・下巻（2021年、朗読、観音寺秀明ほか）

### 吹き替え

#### 映画
- 悪の法則（作業員、通りすがりの男）
- インターンシップ（ライル）
- イントゥ・ザ・ストーム（ジェイコブ〈ジェレミー・サンプター〉）
- X-MEN:フューチャー&パスト（ジェームズ・プラウドスター / ウォーパス〈ブーブー・スチュワート〉）
- ザ・プレデター（ネトルズ〈アウグスト・アギレラ〉[14]）
- 大統領の執事の涙 ※BSジャパン
- パシフィック・リム（タン兄弟）
- バッド・マイロ!
- ホビット 竜に奪われた王国（バイン〈ジョン・ベル〉）
- ホビット 決戦のゆくえ（バイン〈ジョン・ベル〉[15]）
- ホワイトハウス・ダウン（チェン[16]、モッツ 他）
- マリリン 7日間の恋（コリン・クラーク〈エディ・レッドメイン〉）
- レッド・ステイト（トラヴィス〈マイケル・アンガラノ〉）

#### ドラマ
- エレメンタリー ホームズ&ワトソン in NY
- シークレット・サークル（生徒）
- GCB 〜きらめく女の逆襲バトル〜（ウィル）
- セーブ・ミー　不良ママ、汝の敵を愛する編（ベン・トンプキンス）
- ドリームハイ2（シウ）
- 根の深い木 〜世宗大王の誓い〜（ソム・サンムン〈ヒョヌ〉）
- ハート・オブ・ディクシー ドクターハートの診療日記（マックス）
- HAWAII FIVE-0
- ビッグ 〜愛は奇跡＜ミラクル＞〜（カメラマン）
- ファントム（ピョン・サンウ〈イム・ジギュ〉）
- 星から来たあなた（ユ・ソク）
- リゾーリ&アイルズ2（ベン・ダン）

#### アニメ
- ベイマックス（ロボット・ファイト場の男性3）
- マイリトルポニー〜トモダチは魔法〜（ポニー）

### ラジオ
※はインターネット配信。
- アニたまどっとコム（ブリッジナビゲーター）
- 岩田光央・鈴村健一 スウィートイグニッション（アミューズメントメディア総合学院インフォマーシャル）

### ナレーション
- シリーズ激動の昭和 総理の密使〜核密約42年目の真実〜（ボイスオーバー）
- おもてなしの基礎英語
- NHKスペシャル「キーウの夏 戦争の中の“平和”」（2022年9月10日、NHK） - 語り[17]
- ドキュメント20min「コーヒーの香りに誘われて」（2023年1月9日、NHK） - 語り[18]

### テレビ番組
※はインターネット配信。
- ダイアモンド博士の"ヒトの秘密"（声の出演）
- 10本アニメスペシャル「"ぽ"の巻」（声の出演）
- ビットワールド（声の出演、ナレーション）
- 天才てれびくんHello,（2020年、コベタ、コベローの声、NHK Eテレ）

### 舞台
- 81PRODUCE Presents若手リーディング公演　声瞬-SEISHUN-[19]
  - 猿飛佐助（石川五右衛門）
  - ラジオドラマのためのエチュード ひめゆりの塔（田中校長、軍医）
- 81LIVE 8月公演 「雪時雨」（葉山、仁左衛門）
- 劇団しし座第69回公演「忍の光をあびて」（北花田八雲）

### シリーズ一覧
1. ↑  第3シーズン『4D』（2011年）、第4シーズン『ZEROG』（2012年）
2. ↑  第3作『ハヤテのごとく！ CAN'T TAKE MY EYES OFF YOU』（2012年）、第4作『ハヤテのごとく！ Cuties』（2013年）
3. ↑  第1期（2013年 - 2015年）、第2期『SECOND SEASON』（2015年 - 2016年）
4. ↑  第2クール『エピソードN』（2013年）、第3クール『デコロラアドベンチャー』（2013年 - 2014年）
5. ↑  第1期（2014年）、第3期『NEW GENERATION』（2017年）、第4期『GLORY LINE』（2018年）
6. ↑  『XY』（2015年）、『XY 特別編 最強メガシンカ』（2015年）

### 初出話一覧
1. ↑  第11話初出
2. ↑  第7話初出